# 劉雅卿
劉 雅卿(りゅう がきょう、リュウ・ヤーチン　Liu YaQing　1982年7月17日- )は中華人民共和国出身の元野球選手。左投左打。ポジションは外野手。CBLの四川ドラゴンズでプレーしていた。
長打力を持ち味とし、2006年にはワールドベースボールクラシック中国代表に選出された。2005年までは江蘇ホープスターズに所属していた。